# جليزا 229B

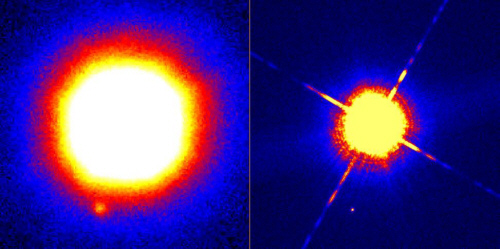
رصدت المراصد الأرضية والفضائية النجم غليس 229 وتابعه جليسي 229 AB، والذي من الممكن أن يبلغ حجمه 20-40 مرة من كتلة كوكب المشتري

غلييزا 229 (بالإنجليزية: Gliese 229)‏ غلييزا 229 قزم أحمر يقع على بعد حوالي 19 سنة ضوئية في كوكبة الأرنب
تقدر كتلتة بما يعادل 58٪ من كتلة الشمس
تم اكتشاف تابع دون نجمي في عام 1994، وأكد الاسم في 1995، جليسي 229B و جليسي 229 AB (بالإنجليزية: Gliese 229 AB)‏
يقع جليسي 229B على بعد 18.8 سنة ضوئية في وسط الجزء الشرقي (06: 10: 34،62 حتي 21: 51: 52.72، ICRS 2000.0) من كوكبة الأرنب شرق النجم دلتا يبوريس 
Gliese 229B منخفض التوهج، مما يعني أنه يخضع لزيادات عشوائية في لمعانة بسبب النشاط المغناطيسي على السطح. الطيف يظهر خطوط انبعاث الكالسيوم . تم الكشف عن انبعاث الأشعة السينية في هالة هذا النجم. وهذه قد يكون ناجم عن الحلقات المغناطيسية و التفاعل مع الغاز في الغلاف الجوي الخارجي للنجم.
جليسي 229B لديه 58٪ من كتلة الشمس، و 69٪ من نصف قطر الشمس، وسرعة دوران منخفضة للغاية تقدير سرعة الدوران بي 1 كم / ث عند خط الاستواء
السرعة في الفضاء لهذا النجم هي U = +12، V = -11 وW = -12 كم / ثانية. ومدار هذا النجم من خلال مجرة درب التبانة لديه انحراف 0.07 والميل المداري : 0.005
| اسم النجم | كتلة الشمس | كتلة المشتري |
| --------- | ---------- | ------------ |
| المشتري   | 0.00096    | 1            |
| غليس 229B | 0.021      | 25           |

## اقرأ أيضا
- تابع دون نجمي